# Graphiurus kelleni
Graphiurus kelleni es una especie de roedor de la familia Gliridae.

## Distribución geográfica
Se encuentra en Angola, Burkina Faso, Camerún, República Centroafricana, República Democrática del Congo, Gambia, Kenia, Malí, Nigeria, Nigeria, Senegal, Tanzania y  Uganda.

## Hábitat
Su hábitat natural son:  zonas subtropicales o tropicales bosques áridos y húmedos y sabanas áridas.